# Monogamie

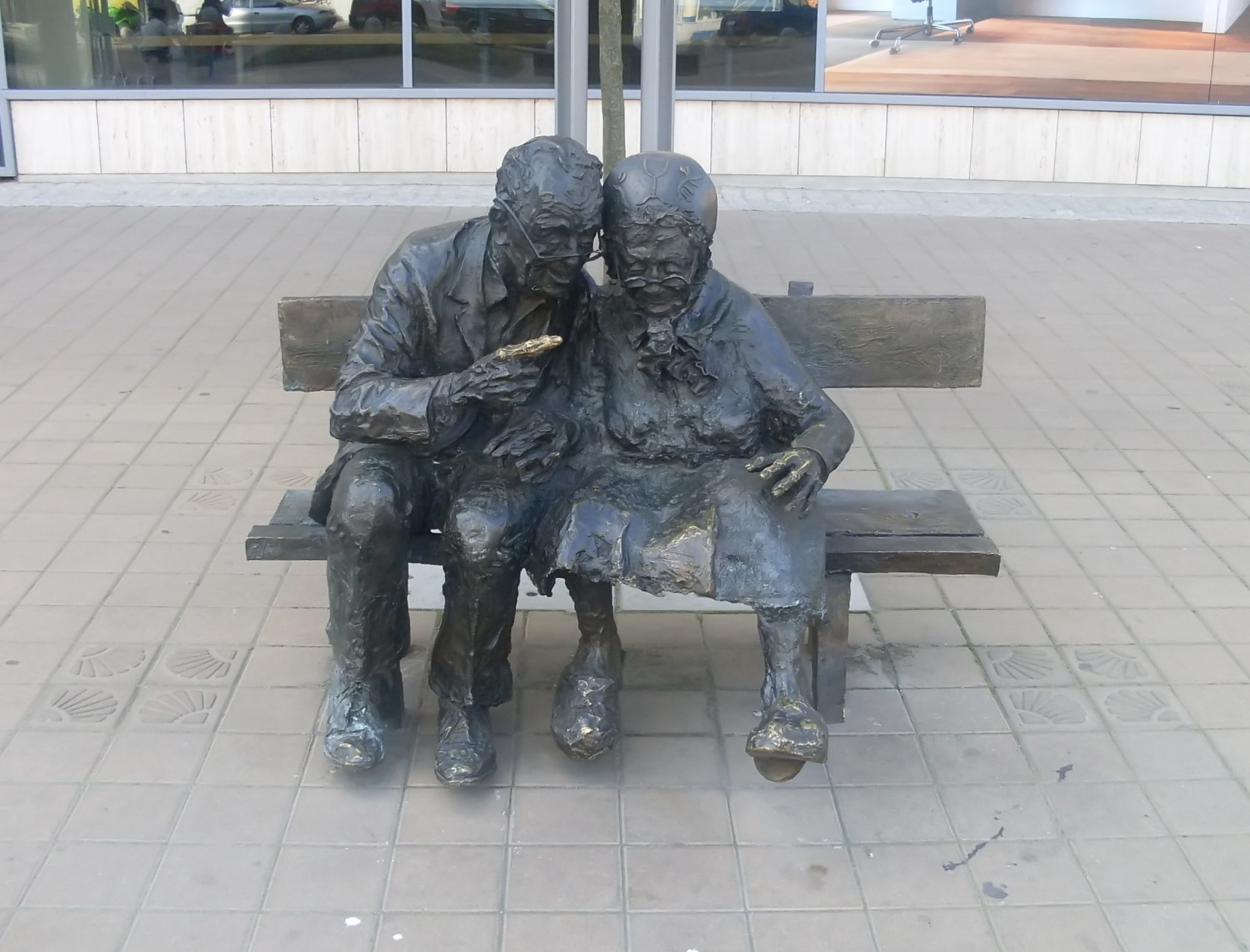
Bronzen standbeeld van een oud Kasjoebisch koppel in Gdynia (Polen), dat hun monogame huwelijkstrouw eert gedurende de periode dat de man tijdelijk in het buitenland werkte.

Monogamie (via het Gr.: monos = enkel, gamos = huwelijk) is het aangaan van een (huwelijks)relatie met één partner.
Wanneer iemand enkele malen achtereenvolgens één partner heeft, wordt dit óók monogamie genoemd. Een andere term hiervoor is serieel monogaam.
In het oude Griekenland stond de huwelijksmoraal op een hoog peil en huldigde men strikte monogamie. Ook het christendom heeft meestal het ideaal van het exclusief-monogame en onverbrekelijke huwelijk gehandhaafd. De exclusieve monogamie en de binding van seksualiteit en intimiteit aan het huwelijk in de christelijke ethiek hebben daarbij een positieve sociale betekenis.

## Zoölogie
In de zoölogie is monogamie de situatie waarbij een dier één partner tijdens het fokseizoen heeft.

### Voorbeelden van monogamie in de dierenwereld

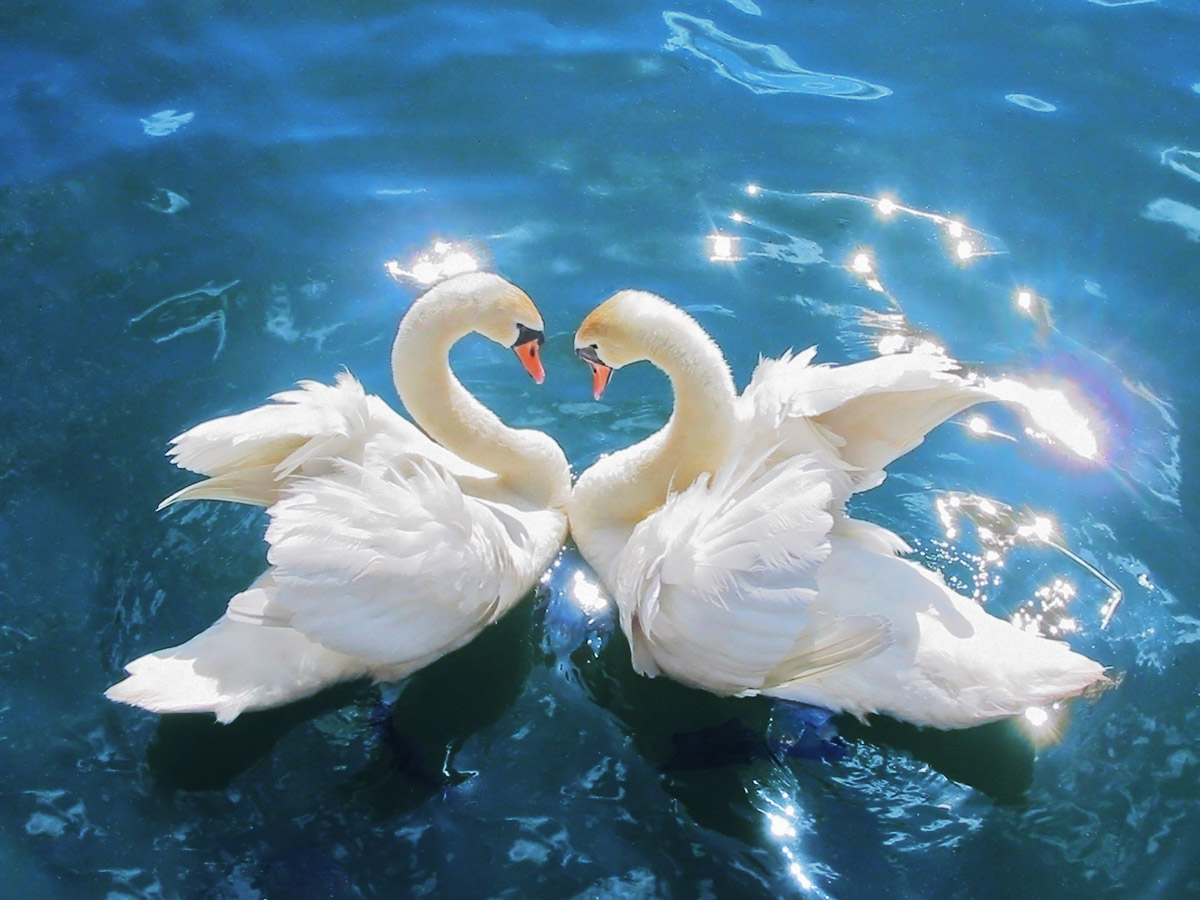
Zwanen staan bekend als toonbeeld van monogamie

- Zwanen worden als toonbeeld van monogamie en onvoorwaardelijke trouw beschouwd. Recent onderzoek heeft aangetoond dat daarop soms wel uitzonderingen voorkomen.[3]
- Bevers zijn monogaam en blijven hun hele leven trouw aan één partner.[4]
- De relaties tussen de seksen bij vossen zijn nog onduidelijk met een vermoeden van monogamie.
- Bij de mensapen is er soms een neiging tot monogamie en gezinsvorming.

### Verband met het hormoon ADH
Het hormoon ADH speelt een grote rol bij monogamie. De aanmaak van ADH is bij monogame diersoorten veel hoger dan bij soorten die polygaam of promiscue zijn. Dit mechanisme schijnt in de evolutie meerdere keren opnieuw te zijn ontstaan want het is tussen niet-verwante soorten hetzelfde. De klauwaapjes en de Californische veldmuis bijvoorbeeld zijn allebei monogaam en bij beide soorten is een verhoogde aanmaak van ADH waargenomen, toch zijn deze soorten evolutionair niet verwant. Om te achterhalen of ADH de enige bepalende factor is, verrichtte Larry Young een experiment waarbij, door genetische manipulatie, de aanmaak van ADH in de graslandwoelmuis verhoogd werd. De graswoelmuis is van nature promiscue, maar de gemanipuleerde muizen werden specifieker in de keuze van hun partner en bleven er trouw aan. ADH lijkt daarbij de bepalende factor te zijn.

## Tegenhangers
De tegenhangers van monogamie zijn:
- De open relatie, waarbij twee partners een vaste relatie hebben maar elkaar toestaan om (ook) seks met anderen te hebben. Binnen een huwelijk wordt dit ook wel een open huwelijk genoemd.
- Polygamie, een echtelijke verbintenis met meerdere personen gelijktijdig.
- Polyamorie, het aangaan van een liefdesrelatie met meerdere personen tegelijk.